# Tudor Măinescu
Tudor Măinescu (n. 23 februarie 1892, Caracal – d. 15 martie 1977, București) a fost un poet, prozator și traducător român.

## Biografie
S-a născut în Caracal în familia funcționarului poștal Vasile Măinescu și al soției sale, Theonia (n. Dobritescu), fiind botezat cu numele Constantin. A urmat clasele primare și gimnaziale la Craiova, București și Mizil, apoi liceul la Ploiești și Galați. Nehotărât în privința carierei, urmează un an la Facultatea de Medicină din București, un an la Conservatorul de Artă Dramatică (clasa Constantin I. Nottara) și se înscrie apoi la Facultatea de Drept, pe care o începe la București și o termină la Iași, cu diplomă de licență obținută în 1923. După absolvirea facultății, este încadrat în magistratură (1924), activând ca ajutor de judecător la Celari, judecător la Tribunalul din Slatina, apoi, în cele din urmă, consilier la Curtea de Apel din București.
Tudor Măinescu s-a remarcat ca poet și epigramist, debutând cu versuri satirice în revista Scena (1916). După ce a publicat în mai multe reviste precum Însemnări literare (1919), i-a apărut în 1929 primul volum de versuri intitulat O picătură de parfum... (1929), ce a fost recenzat elogios Al. A. Philippide, Tudor Arghezi, Demostene Botez ș.a. În perioada următoare colaborează la revistele Viața Românească, Gândul nostru, Adevărul literar și artistic, Vremea, Universul literar, Bilete de papagal, Curentul literar, Universul și Veac nou, publicând volume de epigrame (Surâs..., 1931), versuri (O fată mică se închină, 1935), schițe și povestiri (Întâmplări vesele pentru oameni triști, 1943). Epigramele sale au fost elogiate de Șerban Cioculescu, spre nemulțumirea lui Cincinat Pavelescu ce a catalogat laudele criticului ca fiind „ditirambe exagerate” și a scris o epigramă intitulată „Epigramistului Măinescu” ce conținea următorul catren: „Eu sunt la Curtea de Apel, / Tu ești la judecătorie, / Talentul nostru e la fel: / Eu centru, tu periferie.”.
După război și preluarea puterii de către comuniști, Tudor Măinescu lucrează o perioadă ca traducător, tălmăcind, printre altele, scrieri de O. Ceciotchina, G. Boiko, Victor Hugo, Anna Seghers, Pavel Antokolski, Samuil Marșak, Racine, Marțial, La Fontaine, Vl. Ciocov, Marcel Aymé, Stephen Leacock, Juvenal ș.a. Continuă apoi să publice volume proprii de versuri (Flori și ghimpi, 1956; Florile prieteniei, 1959; Versuri clare, 1961; Florile vieții, 1962; Soare cu
dinți, 1972), satire, fabule și epigrame (Muzică ușoară, 1961), schițe satirice și povestiri (Schițe oarecum vesele, 1966; Curățitorii de pete, 1974), cărți pentru copii (Bagaje ușoare, 1961; Azi, Neptun și Nicușor vor să facă un vapor, 1965; Pățaniile fraților Chiț-Chiț, 1965; 3 și cu Roșcatu 4, 1968; Dana, Dan și Roboțel, 1976). A prefațat și îngrijit un volum de epigrame ale lui Cincinat Pavelescu (1966). O parte din poeziile sale au fost publicate în revistele Gazeta literară, Steaua, Iașul literar, Orizont, Tribuna, Albina, Tânărul scriitor, Familia, Presa noastră,
Cravata roșie, Luminița, Arici Pogonici, Urzica etc.
Criticul Dumitru Micu considera că Tudor Măinescu demonstrează în opera sa poetică o „sensibilitate trubadurească, adecvată începutului de secol”.
Ediții ale operei sale au fost prefațate și îngrijite de criticul literar Fănuș Băileșteanu.

## Distincții
- Ordinul Muncii clasa a III-a (2 iunie 1959) „cu prilejul împlinirii a 10 ani de la apariția revistei «Urzica», pentru merite deosebite în muncă”[8]

## Scrieri
- O picătură de parfum..., versuri, București, 1929;
- Surâs..., versuri, București, 1931;
- O fată mică se închină, versuri, București, 1935;
- Întâmplări vesele pentru oameni triști, schițe și povestiri, București, 1943;
- Flori și ghimpi, versuri, București, 1956 (ed. II, 1967);
- Florile prieteniei, versuri, București, 1959;
- Bagaje ușoare, cronici rimate, ghicitori, epigrame, București, 1961;
- Muzică ușoară, satire, fabule, epigrame, București, 1961;
- Versuri clare, București, 1961;
- Florile vieții, poezii, cuvânt către cititori de Demostene Botez, București, 1962;
- Azi, Neptun și Nicușor vor să facă un vapor, București, 1965;
- Pățaniile fraților Chiț-Chiț (pe muzică de M. Neagu, cu desene de Clelia Otone și Fl. Obreja), București, 1965;
- Schițe oarecum vesele, București, 1966;
- 3 și cu Roșcatu 4, București, 1968;
- Soare cu dinți, versuri, cuvânt înainte de Fănuș Băileșteanu, București, 1972;
- Curățitorii de pete, nuvele, București, 1974;
- Dana, Dan și Roboțel, București, 1976.

### Traduceri
- Olga Ceciotchina, China eliberată, în colaborare cu P. Bandrabur, București, 1951;
- Grigori Boiko, Vom fi mineri, București, 1954;
- Victor Hugo, Mizerabilii, roman, în colaborare cu Lucia Demetrius și I. Costin, I-V, București, 1954-1955 (altă ed., I-V, 1993; I-III, 2003);
- Anna Seghers, Nuntă la Haiti, nuvele, București, 1955;
- Pavel Antokolski, Pe-o ulicioară dincolo de Arbat, poem, în colaborare cu A. Antonescu, București, 1956;
- Victor Hugo, Marion Delorme, dramă în cinci acte, București, 1957;
- Racine, Teatru. Fedra, pref. de Elena Vianu, București, 1959;
- Grigori Boiko, Surorile ștrengărițe, București, 1960;
- Samuil Marșak, Despre un hipopotam. Cum să te porți. Poveste despre doi pisoi, București, 1960;
- Marcus Valerius Martialis, Epigrame, note de T. Costa, București, 1961:
- La Fontaine, Fabule, București, 1961;
- Vladimir Ciocov, Versuri, București, 1964;
- Marcel Aymé, Omul care trece prin zid, schițe, cuvânt înainte de Tudor Măinescu, București, 1965;
- Stephen Leacock, Povestiri umoristice, în colaborare cu Micaela Ghițescu, pref. de Tudor Măinescu, București, 1965;
- Juvenal, Epigrame, în colaborare cu Al. Hodoș, pref. de I. Fischer, București, 1967;
- A. P. Flaccus, D. I. Juvenal, (M. V.) Martialis, Satire și epigrame, în colab., București, 1967.